# Ga Bangchon
Ga Bangchon là ga của Tàu điện ngầm Daegu tuyến 1 ở Bangchon-dong, quận Dong, Daegu, Hàn Quốc.

## Liên kết
- DTRO ga ảo Lưu trữ ngày 21 tháng 12 năm 2012 tại archive.today